# Oratoire du Sartre
L'oratoire du Sartre est un oratoire situé en France sur la commune de Cheylade (Cantal), en région Auvergne-Rhône-Alpes.

## Historique
Cet oratoire castral fait partie des restes d’un château transformé en ferme, et son origine remonte probablement au début du XVIIIe siècle.

### Protection
L'oratoire est inscrit au titre des monuments historiques par arrêté du 30 janvier 1986.

## Description
L'oratoire, de plan carré, présente une fenêtre barreaudée et une dalle de pierre ronde, probablement un socle de statue disparue. Son intérieur est cubique, surmonté d'une pyramide tronquée. La voûte est décorée de boiseries peintes en damiers, avec des motifs variés : bestiaire, figures mythologiques, fantastiques, et des éléments naturels comme des fleurs et des arbres. Au sommet, une colombe du Saint-Esprit est figurée dans un cercle jaune.